# Charitographa mikadonis
Charitographa mikadonis är en fjärilsart som beskrevs av Herbert Stringer 1930. Charitographa mikadonis ingår i släktet Charitographa och familjen vecklare. Inga underarter finns listade i Catalogue of Life.